# Howea forsteriana
Howea forsteriana, kèntia, quència, quèntia o celebèrrima quència, és una espècie de planta amb flor de la família de les arecàcies (Arecaceae).
L'espècie és considerada vulnerable per la World Conservation Union. Es cultiva a l'illa de Lord Howe recol·lectant llavors silvestres i germinant-les per exportar-les a tot el món com a jardí ornamental o planta d'interior. El comerç de llavors i plàntules està estrictament regulat. Aquesta planta ha guanyat el Guardó al Mèrit en Jardineria de la Royal Horticultural Society.

## Descripció
La kèntia és una palmera monoica de tronc únic, que pot arribar a fer fins als 10 m d'alçada a la natura i fins a 14-15 cm de gruix. El seu tronc és cilíndric, amb la base no eixamplada, de color verd al principi i amb anelles. Les fulles són pinnades, erectes, de color verd fosc, d'uns 6 m d'amplada i d'uns 3 m de llargada; amb folíols horitzontals que pengen només l'extrem. La inflorescència és ramificada, penjant, per sota de les fulles. Els fruits són ovoides, marrons. Es diferència a primera vista de Howea belmoreana pels seus folíols, no erectes formant una ve. Els fruits són lleugerament més grans que a la Howea belmoreana.

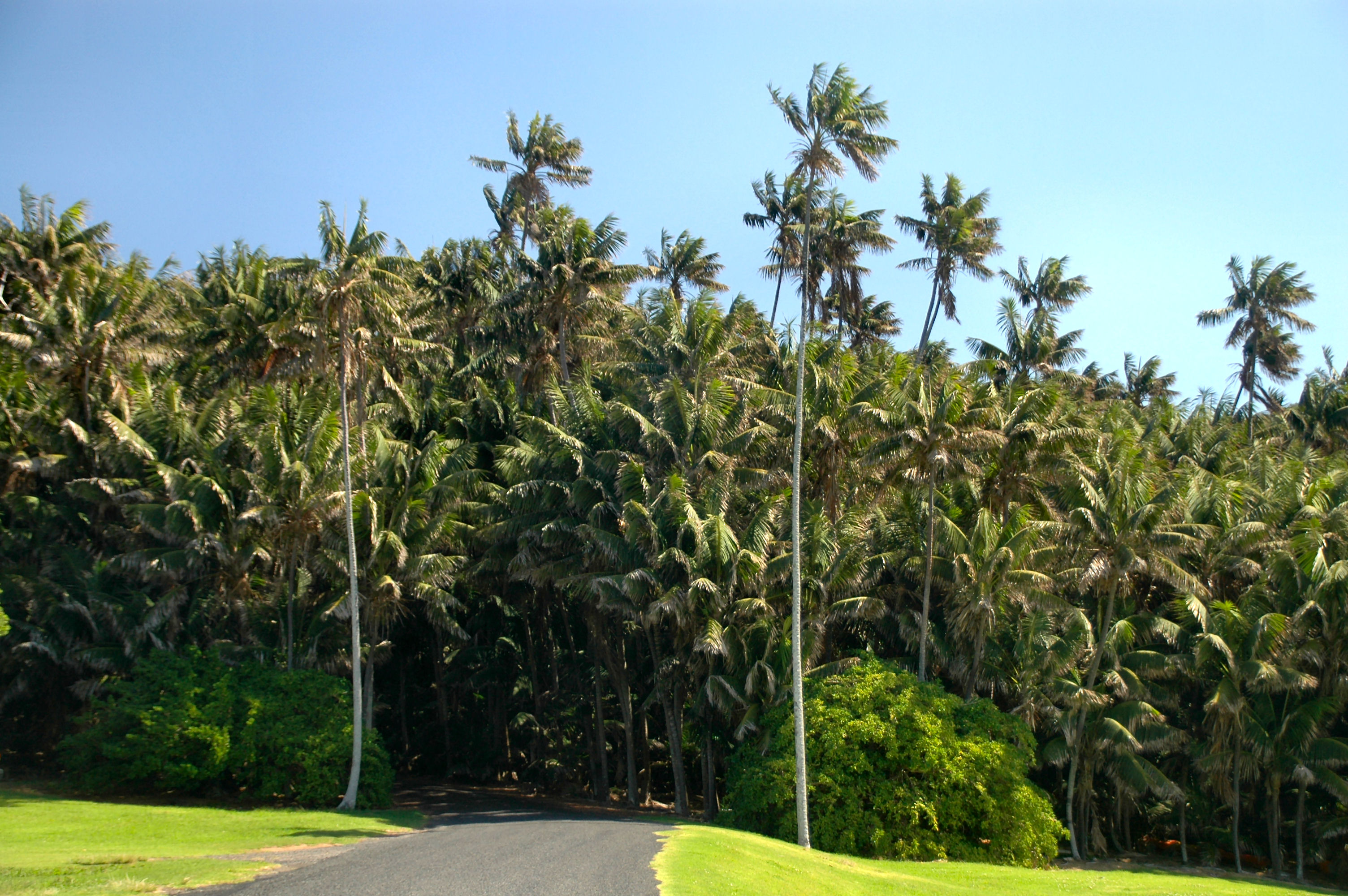
Alçada de H. forsteriana que creix al bosc de Neds Beach, Lord Howe Island

## Distribució
La kèntia és una espècie de palmera que és endèmica de Lord Howe Island a Austràlia. També creix a Norfolk Island.

## Taxonomia
Howea forsteriana va ser descrita per Odoardo Beccari i publicat a Malesia Raccolta ... 1: 66, a l'any 1877.
Etimologia
Howea: nom genèric nomenat pel lloc d'on són originàries a l'illa Lord Howe, que va ser nomenada per Lord Richard Howe (1726-1799).
forsteriana: epítet, en honor de Johann Reinhold Forster i Georg Forster, pare i fill, que van acompanyar el capità Cook com a naturalistes en el seu segon viatge al Pacífic entre 1772-1775.
Sinonimia
- Denea forsteriana (C.Moore & F.Muell.) O.F.Cook
- Grisebachia forsteriana (C.Moore & F.Muell.) H.Wendl. & Drude
- Kentia australis auct.
- Kentia forsteriana C.Moore & F.Muell.[10]

## Història
Howea forsteriana va guanyar una gran popularitat com a planta d'interior a Europa i els Estats Units durant l'era victoriana, en un moment en què palmeres exòtiques i altres plantes es recollien àvidament a Anglaterra i en altres llocs. La kèntia es va convertir en la "palmera de saló" per excel·lència a partir de la dècada de 1870, quan van començar les exportacions de llavors de l'illa de Lord Howe. En part, això es va deure al fet que la planta va prosperar en interiors on la poca llum, la baixa humitat, la mala qualitat de l'aire i les temperatures fresques van fer que les palmeres fossin impossibles de cultivar.
El 1885 la palmera ja havia assolit la preeminència a Gran Bretanya, on el Journal of Horticulture va comentar que: "Aquestes quènties tenen una demanda més gran que gairebé qualsevol altra palmera a causa de la seva gran bellesa i propietats duradores." Una altra raó de la seva popularitat és atribuïble a la Reina Victòria, que les va cultivar a totes les seves cases i va deixar instruccions perquè les palmeres kèntia es col·loquessin al voltant del seu fèretre mentre es trobava a l'estat. L'associació amb la reialesa i el fet que les quènties fossin bastant cares de comprar donava un cert prestigi a aquells que podien moblar les seves cases.
Els patis de palmeres, que es van popularitzar en hotels eduardians, com ara l'Hotel Ritz de Londres o el Hotel Plaza de Nova York, presentaven palmeres kèntia, estèticament agradables per les seves fulles arquitectòniques i caigudes i la gran alçada que arriben a la maduresa. Es continuen utilitzant en aquests contextos, sent una planta preferida per als moderns vestíbuls d'hotels, casinos i centres comercials. Una de les instal·lacions de primera classe d'R.M.S Titanic, com el Verandah Café (una cort de palmeres), havia comptat amb diverses palmeres Kèntia en test.

## Cultiu

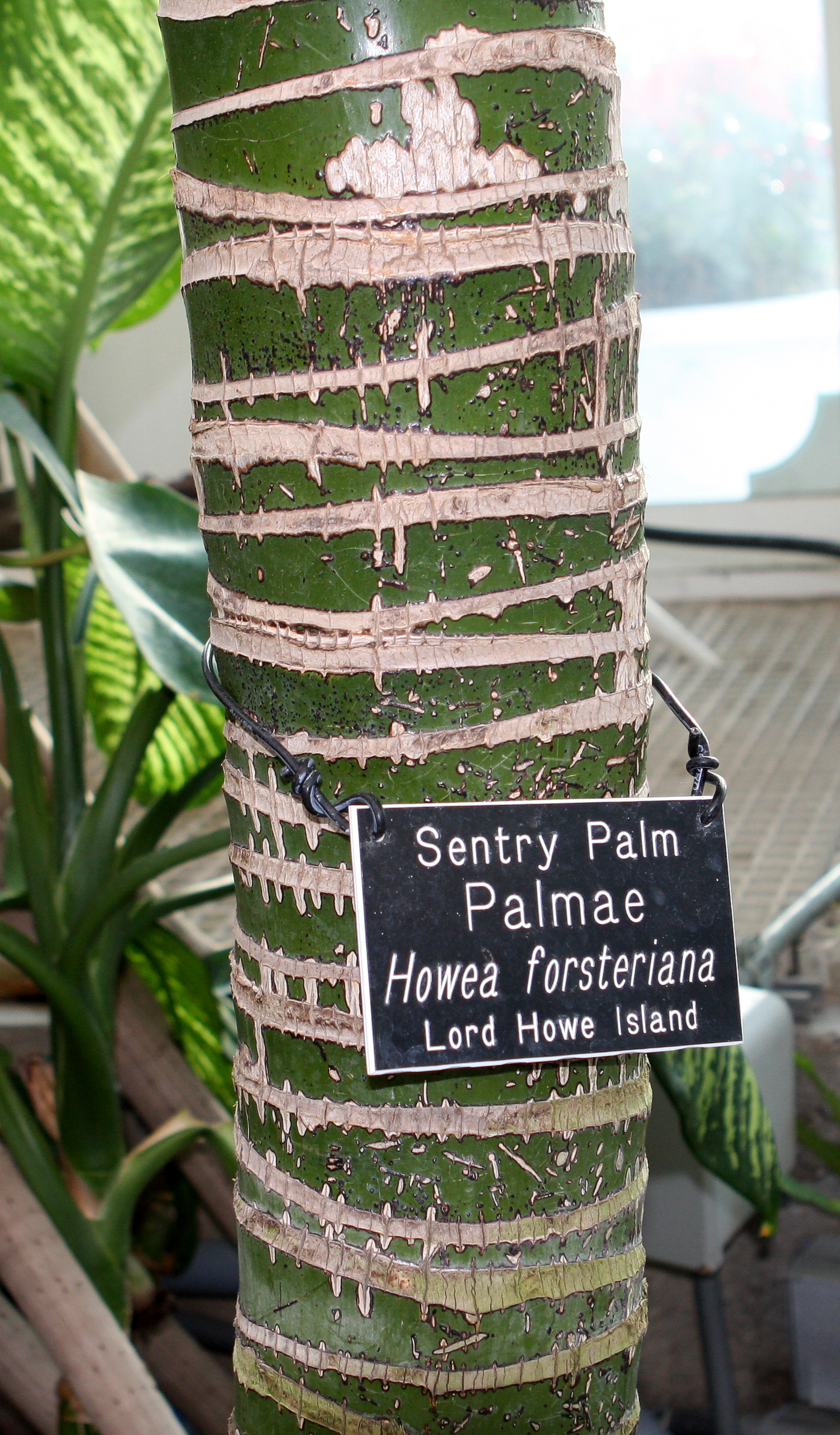
H. forsteriana amb detalls de la tija

La kèntia és una palmera elegant i és popular per cultivar en interiors i requereix poca llum. Fora de les portes, prefereix una regió tropical, però també creixerà en un clima més fresc i pot tolerar temperatures de fins a -5 ° C, però només durant poques hores; les temperatures normals no haurien de baixar de 10°. Creix fàcilment a l'exterior en zones com el sud d'Austràlia i el nord de Nova Zelanda, on és bastant comú en jardins privats o com a arbre de carrer.
A l'hemisferi nord, es pot cultivar fins al nord-oest del sud-oest d'Anglaterra i creix bé al sud d'Espanya i al sud dels Estats Units, i donarà flors i fruits. Les costes del sud-est de les Açores i Madeira ofereixen climes similars al seu hàbitat original. És de creixement lent, però finalment arribarà a una alçada de 6 a 18 metres. En condicions naturals, creix com un arbre solitari. La germinació de les llavors és irregular.
L'espècie Howea belmoreana, molt relacionada, també endèmica a l'illa de Lord Howe, és una espècie més petita de fins a 7 metres d'alçada, que es troba principalment com a planta de sotabosc en boscos humits.
Una palmera kèntia en test que es ven als centres de jardineria actuals no consisteix generalment en una palmera, sinó de 2 a 5, plantades en grups com a plàntules per donar a la planta un aspecte més arbustiu. Segueixen sent relativament costosos de comprar, perquè l'exportació de llavors de l'illa de Lord Howe està estrictament controlada, la taxa de germinació de les llavors és baixa i la planta és un productor lent, que requereix anys de criança per assolir la mida comercialitzable. A Europa, les quènties es cultiven principalment a vivers a Holanda i després es ven a tot el continent. Són més populars, menys costosos i més fàcils de comprar als països europeus que als Estats Units, on gran part del cultiu comercial es fa a Hawaii abans de portar les plantes al continent.

### Atencions
Les plantes en test, les quènties són força tolerants a la deixadesa: poden suportar condicions de poca llum, baixa humitat, regs poc freqüents i temperatures fresques. Tanmateix, és aconsellable donar a les quènties llum indirecta i brillant per afavorir el creixement i un aspecte més robust; les quènties situades a racons foscos amb poca llum natural tendeixen a créixer allargassades i creixen molt lentament. A l'hemisferi nord, és millor una finestra al nord o nord-est, ja que les quènties cultivades amb hivernacle no poden tolerar el sol directe i es cremaran si es posen en aquesta exposició.
Les arrels són molt sensibles a les pertorbacions, de manera que els jardiners només han de tornar a trasplantar les quènties després d’haver quedat extremadament arrelades al seu test existent i, fins i tot, han de tenir especial cura. Els agrada l'aigua regular, però s'ha de deixar assecar entre regs. Un excés d'aigua, o permetre que les arrels sentin l'aigua, pot induir la podridura de les arrels i matar la palma. S'ha d’aplicar regularment un fertilitzant per a plantes d’interior a la primavera i l'estiu per afavorir el creixement.
Si s'empra a interiors, assegureu-vos de ruixar les fulles tres vegades a la setmana amb aigua de pluja per elevar els nivells d'humitat i mantenir les fulles verdes i saludables.